# Hirondelle striée
Cecropis abyssinica
Espèce
Synonymes
- Hirundo abyssinica (protonyme)

Répartition géographique
Statut de conservation UICN

 LC  : Préoccupation mineure
L'Hirondelle striée (Cecropis abyssinica) est une espèce de passereaux de la famille des Hirundinidae, autrefois classée dans le genre Hirundo.

## Description
Taille de l'Hirondelle rustique (17-19 cm), et morphologie typique du genre Hirundo sensu lato. Dessus bleu sombre, tête rousse, et dessous blanchâtre strié de raies noirâtres. Longs filets au bout de la queue chez le mâle, plus courts chez la femelle.

## Répartition
Cet oiseau niche en Afrique subsaharienne. Elle est migratrice en Afrique du Sud et dans les pays sahéliens, sédentaire ou erratique ailleurs.

## Habitat
Savanes et plaines. Espèce anthropophile. Construit son nid dans les constructions humaines (maisons, ponts, fermes...), parfois dans des falaises, des trous de rocher ou sous une branche d'arbre.

## Mode de vie
Cet oiseau se nourrit d'insectes, qu'elle chasse en petit groupe, souvent associée à d'autres espèces d'hirondelles.

## Reproduction

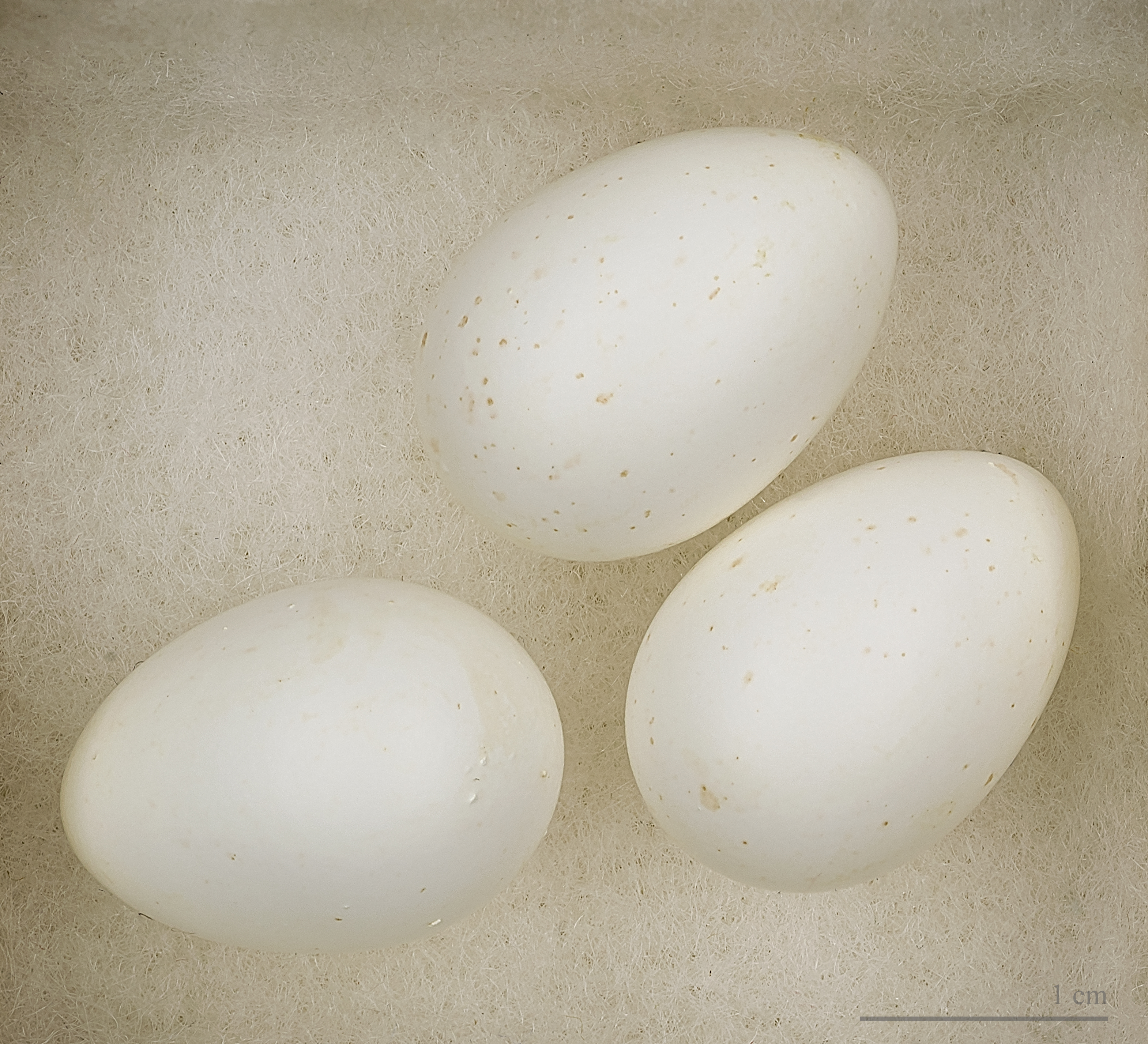
Œufs d'Hirondelle striée - Muséum de Toulouse

La femelle pond de 2 à 4 œufs, couvés pendant 14 jours. Les jeunes s'envolent au bout de 17 à 28 jours après l'éclosion.

## Systématique
L'espèce Cecropis abyssinica a été décrite par le naturaliste français Félix Édouard Guérin-Méneville en 1843 sous le nom initial de  Hirundo abyssinica.

## Répartition et sous-espèces
D'après Alan P. Peterson, cette espèce est constituée des six sous-espèces suivantes :
- C. a. puella (Temminck & Schlegel, 1845) — de la Sénéngambie au nord du Cameroun ;
- C. a. maxima (Bannerman, 1923) — du sud-est du Nigeria au sud-ouest du Centrafrique ;
- C. a. bannermani (Grant & Mackworth-Praed, 1942) — du nord-est du Centrafrique, ouest du Soudan et su Soudan du Sud ;
- C. a. abyssinica (Guerin-Meneville, 1843) — de l'est du Soudan à la Somalie ;
- C. a. unitatis (Sclater,WL & Mackworth-Praed, 1918) — de la Guinée équatoriale au sud de la Somalie, Angola et est de l'Afrique du Sud ;
- C. a. ampliformis (Clancey, 1969) — du sud de l'Angola et nord de la Namibie à l'ouest de la Zambie et nord-ouest du Zimbabwe.